# Миф двадцатого века
Миф двадца́того ве́ка (нем. Der Mythus des zwanzigsten Jahrhunderts) — книга Альфреда Розенберга, одного из главных идеологов Национал-социалистической немецкой рабочей партии и редактора нацистской газеты Völkischer Beobachter. Впервые опубликована в 1930 году.
Книга была для нацистов второй по важности после «Майн кампф» Адольфа Гитлера. Розенберг существенно повлиял на Гитлера, и, как считается, многое в «Майн кампф» было пересказом его идей.

## История
В книге Розенберг пытался дать всестороннее обоснование превосходства «арийской расы» над всеми остальными народами, излагая суть идеологии национал-социализма. Книга написана под углом идей о доминировании в истории, политике и общественной жизни мотива этнической принадлежности, причём многие положения взяты из произведения Адольфа Гитлера «Моя борьба». В рамках нацистской идеологии народы делятся на «здоровые» и «нездоровые», отрицательные общественно-исторические явления объясняются смешением рас и засильем евреев, «упадническое искусство» противопоставляется «арийской культуре» и т. д. Часть книги занимают нападки на христианскую церковь. Розенберг не только яростно критикует церковь за космополитизм и неприятие расовых теорий, но и вообще ставит под сомнение саму доктрину христианства, предлагая взамен прийти к «новому язычеству».

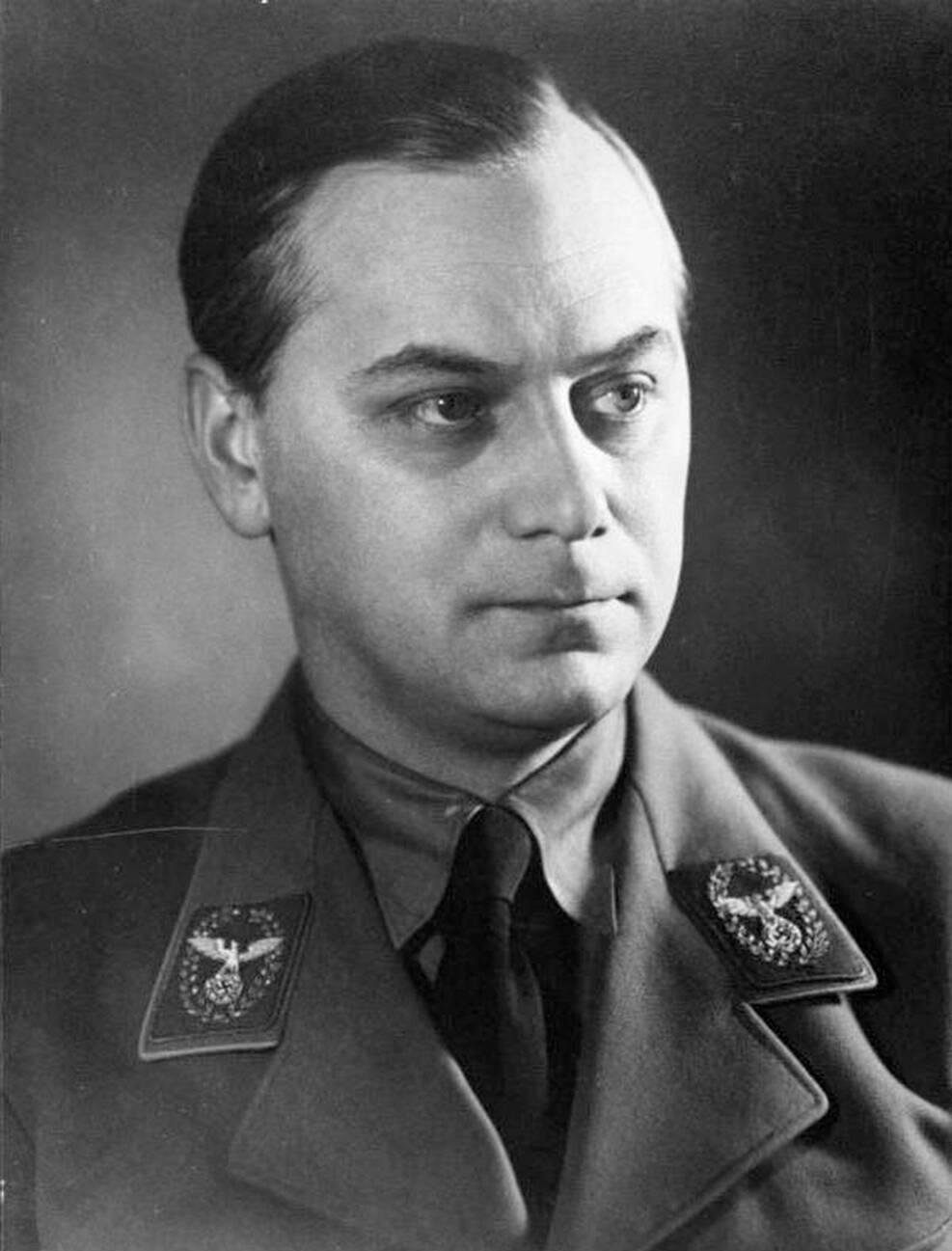
Альфред Розенберг в 1939 году

Книга стала вторым в Германии политическим бестселлером после «Моей борьбы». В 1937 году Розенберга наградили «Национальной премией». Благодаря поддержке нацистов было продано более миллиона экземпляров книги к 1944 году. Однако Адольф Гитлер, как утверждается, никогда не читал эту книгу.
В своих воспоминаниях Альберт Шпеер писал:
Официально эта книга считалась учебником по идеологии, хотя в «беседах за столом» Гитлер без обиняков говорил, что это малопонятный бред, написанный самоуверенным прибалтом.
С самого начала критиками отмечались многочисленные искажения Розенбергом исторических фактов. В ответ он называл учёных «коллекционерами фактов», лишёнными творческой фантазии. Как и его вдохновитель Хьюстон Чемберлен, Розенберг не имел исторического или антропологического образования. Истина для Розенберга состояла в том, что соответствовало интересам «органического расово-народного мировоззрения». Розенберг приходил к выводу, что миф сам будет создавать факты. Среди нацистских лидеров Розенберг был одним из главных противников Советской России, и под его влиянием Гитлер пришёл к идее колонизации славянских земель, в частности, аннексии Украины.

## Содержание
- Книга первая «Борьба ценностей»
  - Часть первая «Раса и её душа»
  - Часть вторая «Любовь и честь»
  - Часть третья «Мистика и действие»
- Книга вторая «Сущность германского искусства»
  - Часть первая «Расовый идеал красоты»
  - Часть вторая «Воля и порыв»
  - Часть третья «Стиль личности и целесообразности»
  - Часть четвёртая «Эстетическая воля»
- Книга третья «Грядущая империя»
  - Часть первая «Миф и тип»
  - Часть вторая «Государство и поколения»
  - Часть третья «Народ и государство»
  - Часть четвёртая «Нордическое германское право»
  - Часть пятая «Германская народная церковь и школа»
  - Часть шестая «Новая государственная система»
  - Часть седьмая «Единство сущности»

Розенберг писал о необходимости заново переписать мировую историю, стержень которой он видел в вечной борьбе между расами. Все крупнейшие достижения мировой культуры он относил к людям «нордической крови» и осуждал нынешний упадок германской культуры, которую разрушал либерализм. Розенберг связывал творческий дух с расой и отрицал его наличие у тех, кто происходил от смешанных браков. Розенберг рассматривал расу и народ как органическое единство души (народного духа) и тела, при котором сам образ мышления человека определялся строением его тела. Учение включало понятие «расовой души». Культуре, тесно связанной с народом, также приписывалась расовая мистическая основа, а национальному характеру — неизменность. Эти идеи обосновывали концепцию тоталитарного режима, сознательно ограничивавшего себя одним идеалом, одной политической партией и одним фюрером. Антиинтеллектуализм Розенберга наиболее явно выражался в призыве отринуть современную цивилизацию, построенную на излишнем интеллектуализме, разрывающим связи человека с природой и расой. Миф, по его мысли, содержал более глубокую истину, чем наука или здравый смысл. Розенберг сознательно строил «миф крови», или «религию расы» с целью создания нового человека и новой цивилизации. Для построения нового мифа Розенберг использовал исландскую «Эдду», германскую «Песнь о Нибелунгах», индийскую Ригведу, греческую «Илиаду». Однако вопреки этим источникам, не знавшим понятия расы, историософия Розенберга рассматривала историю как борьбу рас.
Розенберг разделял популярную в начале XX века гипотезу австрийского инженера Ханса Хёрбигера о смене земных полюсов, и считал, что в далёком прошлом климат северных широт был значительно мягче. Там существовал обширный континент, связываемый им с легендарной Атлантидой, где возникла одарённая раса голубоглазых и белокурых культуртрегеров-«арийцев». После того, как древний континент ушёл под воду, эта раса распространила свою высокую культуру, включая первую письменность, по всему миру, создавая известные древние цивилизации. Богами «арийцев» были златокудрый Аполлон и воинственная Афина Паллада. Примордиальный культурный центр на далёком Севере был центральной идеей мистического Общества Туле, с которым Розенберг был связан в 1919—1920 годах. С этим обществом также были связаны многие другие ключевые фигуры будущей НСДАП. Главным мифом Розенберг считал солнечный миф, который, по его мнению, происходил с далёкого Севера, где сезоны года были ярко выражены и значение солнечного тепла и света осознавалось особенно явственно. Затем, по Розенбергу, азиатские расы перешли в наступление из своих центров в Малой Азии, и последовал упадок «нордической расы», причиной которого было межрасовое смешение, согласно одной из основных идей расизма, порождающее неполноценное выродившееся потомство. Это смешение произошло, потому что «арийцы» ввели демократические порядки — послабления в отношении рабов, эмансипацию женщин, помощь бедноте. «Арийские» небесные боги в его книге выступали против малоазийских земных богов. Упадок «нордической расы» также определяла смена прежних светлых патриархальных богов на привнесенные из Азии образы богинь со змеями.
Розенберг относил к «нордической расе» амореев (в действительности семитоязычный народ), что позволило ему объявить «нордическим» первоначальный Иерусалим, позднее захваченный евреями. Эта идея позволила Розенбергу вслед за Хьюстоном Чемберленом считать Иисуса Христа «арийцем». Розенберг объявлял непримиримую войну христианству, которое не соответствовало «германскому духу». Он утверждал, что у основ Католической церкви стояли «этрусско-сирийские жрецы» и евреи. Они организовали средневековую охоту на еретиков и ведьм, погубив последние остатки исконной «арийской веры» и исконного германского духа. Одним из наиболее пагубных действий Церкви, по Розенбергу, было навязывание всем расам единой религии и единого языка, навязывание «нордической расе» идеи греховности мира, которой у неё изначально не было. Розенберг предрекал, что люди и сама природа восстанут против этого неестественного порядка вещей.

## Запрет
В 1948 году Ватикан включил книгу в «Индекс запрещённых книг», установив запрет на распространение подобной литературы среди служителей римско-католической церкви и чтение этой книги под угрозой отлучения. Несмотря на прекращение существования «Индекса» в 1966 году, моральное обязательство католиков не заниматься распространением этой книги осталось.
В Российской Федерации книга внесена в Федеральный список экстремистских материалов под № 1648 решением Солнцевского районного суда г. Москвы от 15 октября 2012 года (издание 2005 года, выпущенное украинским издательством «Свитовид»).

## Русскоязычные издания
- Миф XX века. Оценка духовно-интеллектуальной борьбы фигур нашего времени. / Пер. с нем. С. Н. Лобанов. — Таллинн, Shildex, 1998. — 527 с. — ISBN 3-441-10303-8
- Миф XX века. / Пер. с нем. — Харьков, Свитовид, 2005. — 512 с. — ISBN 3-441-10303-8